# امدوکال
امدوکال (به عربی: أمدوکال) یک شهرداری در الجزایر است که در استان باتنه واقع شده‌است.